# السفارة السعودية في ماليزيا
سفارة المملكة العربية السعودية في ماليزيا، هي بعثة دبلوماسية سعودية تقع في العاصمة كوالالمبور ويترأس البعثة سفير خادم الحرمين الشريفين محمود بن حسين قطان.

## وصلات خارجية
- موقع سفارة المملكة العربية السعودية في ماليزيا
- وزارة الخارجية السعودية (بالعربية)
- Ministry of Foreign Affairs of Kingdom of Saudi Arabia (بالإنجليزية)